# Sonneville

Sonneville este o comună în departamentul Charente, Franța. În 1 ianuarie 2018 avea o populație de 227 de locuitori.